# Mac Pro
Mac Pro je pracovní stanice vyráběná firmou Apple. Byla představena společností 7. srpna 2006 na WWDC.
Mac Pro je jeden ze tří druhů stolních počítačů, které firma vyrábí (další jsou iMac a Mac mini). Je to nejvýkonnější model, určený zejména pro práci s grafikou a střih videa, popřípadě v serverové konfiguraci jako server.
Dělí se na:
1. první generaci 2006-2012 (1.1 2.1 3.1 4.1 5.1)
2. druhou generaci 2013 (6.1)
3. třetí generaci 2019 (7.1)
4. čtvrtou generaci 2022 (14.8)

První tři generace měly čipy intel xeon a ta poslední apple silicon.

## Technické vlastnosti (model 2013)

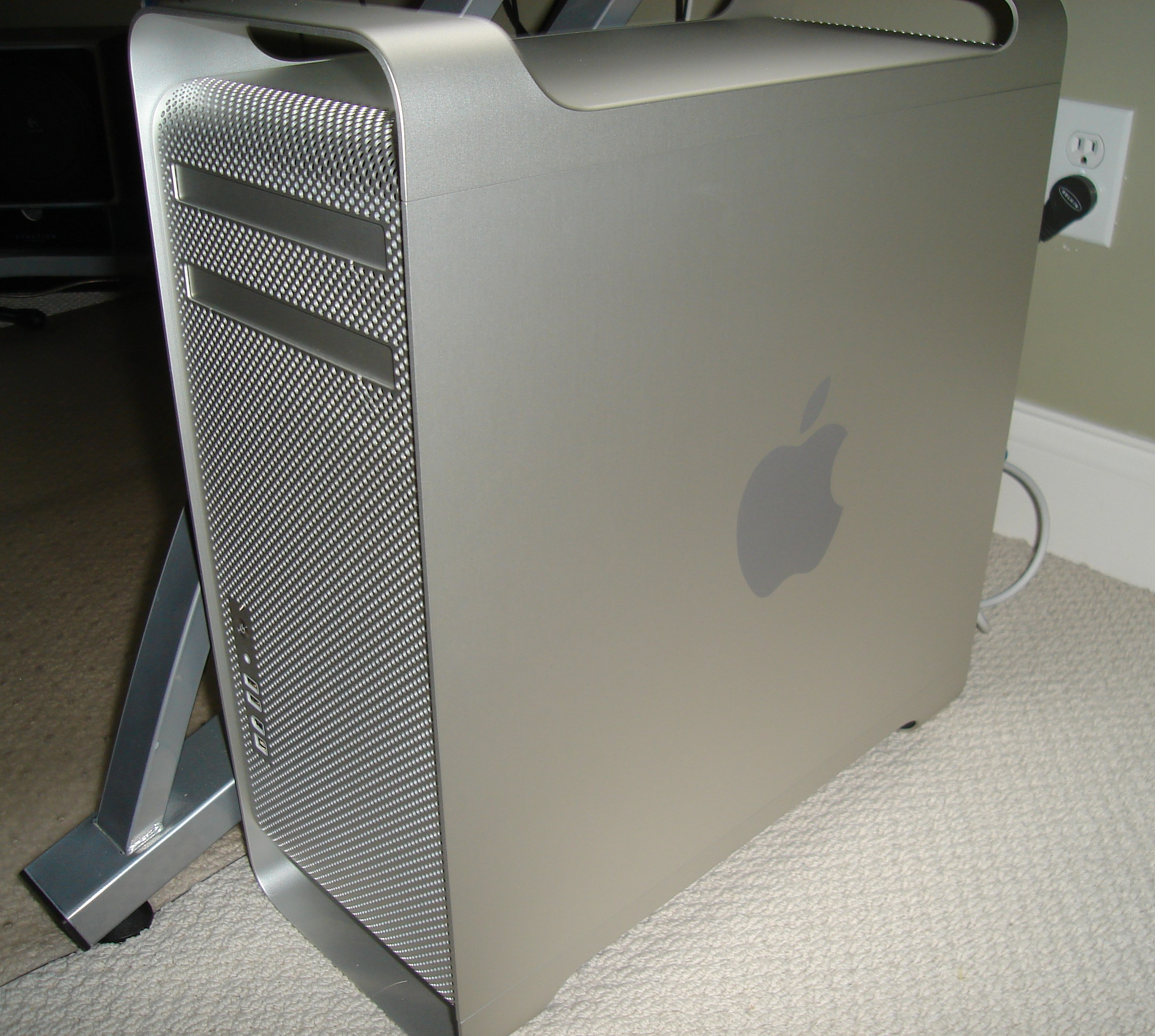
První generace Mac Pro 2006-2012

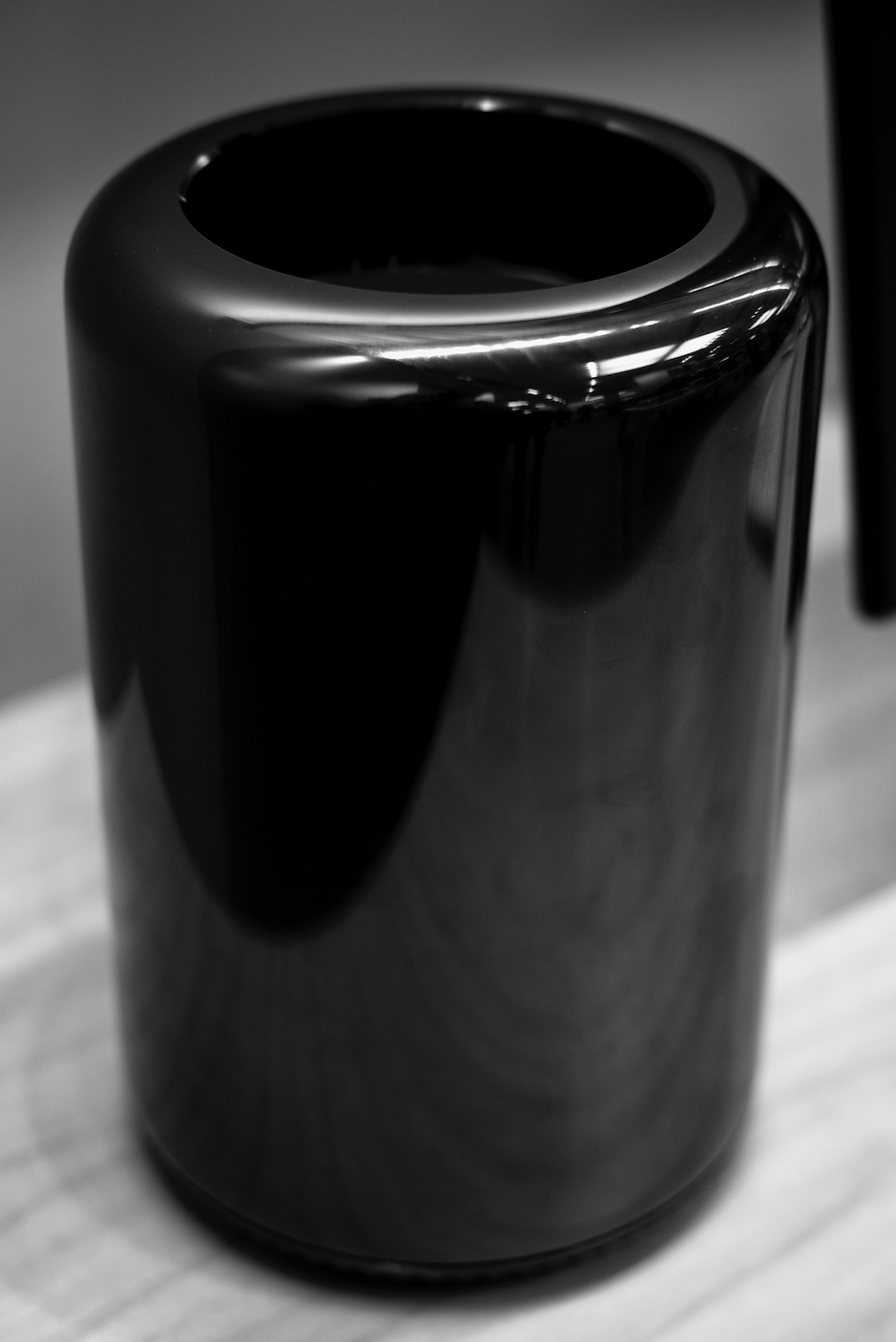
Druhá generace Mac Pro 2013

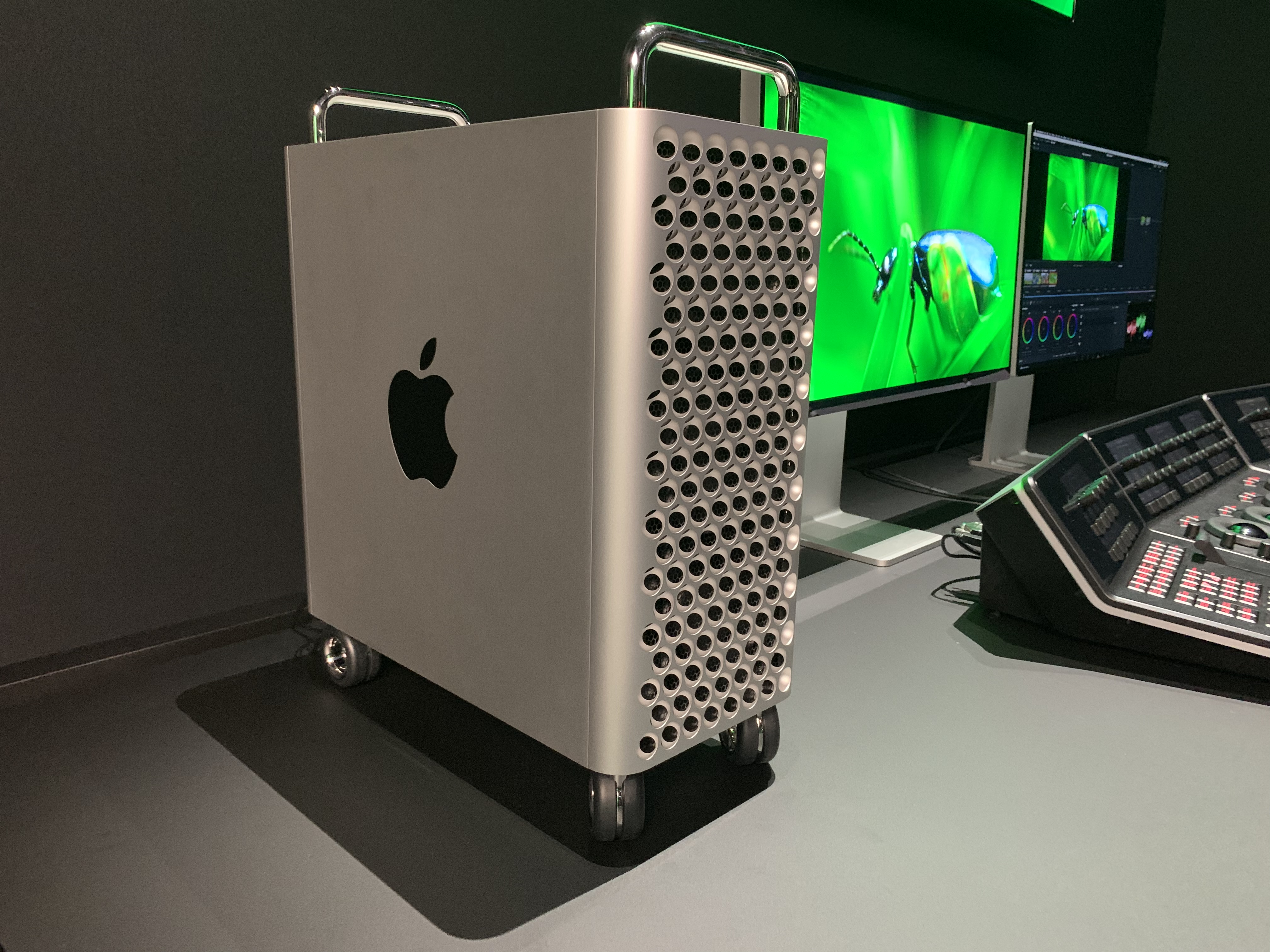
Třetí Generace mac pro 2019

Mac pro tvoří hliníkový tubus o výšce 25,1 cm, průměru 16,7 cm, při váze 5 kg.
Jelikož je Mac Pro vlajkovou lodí Applu v kategorii stolních počítačů, odpovídá tomu také hardwarová konfigurace. Aktuální model byl vydaný 19. prosince 2013. Jedná se o skok o celou generaci dopředu, Mac vypadá kompletně jinak.
- Procesor (volitelně)[4]
  - 3.7 GHz 4jádrový "Ivy Bridge-EP" Intel Xeon (E5-1620 v2) s 10 MB L3 cache
  - 3.5 GHz 6jádrový "Ivy Bridge-EP" Intel Xeon (E5-1650 v2) s 12 MB L3 cache
  - 3.0 GHz 8jádrový "Ivy Bridge-EP" Intel Xeon (E5-1680 v2) s 25 MB L3 cache
  - 2.7 GHz 12jádrový "Ivy Bridge-EP" Intel Xeon (E5-2697 v2) s 30 MB L3 cache
- RAM
  - 12 GB (3x4 GB) pro 4jádrový model DDR3 ECC 1866 MHz (až 60 GB/s)
  - 16 GB (4x4 GB) pro 6jádrový model DDR3 ECC 1866 MHz (až 60 GB/s)
  - 64 GB (4x16 GB) volitelně
- Pevný disk (volitelně)
  - 256 GB SSD disk
  - 512 GB SSD disk
  - 1 TB SSD disk
- Grafická karta
  - 2x AMD FirePro D300 s 2 GB GDDR5 VRAM pro 4jádrový model
  - 2x Dual AMD FirePro D500 s 3 GB GDDR5 VRAM pro 6jádrový model
  - 2x AMD FirePro D500 s 3 GB GDDR5 VRAM volitelně
- Porty
  - 6x Thunderbolt 2
  - 4× USB 3.0
  - Audio výstup / optický digitální audio výstup, pro sluchátka 3,5mm Jack
  - HDMI 1.4 a Thunderbolt 2
  - 2× Gigabit Ethernet
- Bezdrátová komunikace
  - Wi-fi Airport Extreme (802.11n)
  - Bluetooth 4.0

## Rozdíly mezi verzemi
| Komponenty                                           | Intel Xeon (mikroarchitektura Core) | Intel Xeon (mikroarchitektura Core)                                                            | Intel Xeon (mikroarchitektura Nehalem) | Intel Xeon (mikroarchitektura Nehalem a Westmere) | Intel Xeon (mikroarchitektura Ivy Bridge) |
| Model                                                | 2006 | 2008                                                                                           | 2009 | 2010 | Late 2013 |
| ---------------------------------------------------- | --- | ---------------------------------------------------------------------------------------------- | --- | --- | --- |
| Datum uvedení na trh                                 | 7. srpna 2006 | 8. ledna 2008                                                                                  | 3. března 2009 | 9. srpna 2010 | 19. prosince 2013 |
| Čísla modelů                                         | MA356*/A | MA970*/A                                                                                       | MB871*/A MB535*/A | MC560*/A MC250*/A MC561*/A | A1481 |
| Vyráběné modely                                      | MacPro1,1 MacPro2,1 Dle výběru 3.0 GHz 4jádrový Xeon "Clovertown"                                                                                  | MacPro3,1                                                                                      | MacPro4,1 | MacPro5,1 | MacPro6,1 |
| UEFI                                                 | EFI32 | EFI64                                                                                          | EFI64 | EFI64 | EFI64 |
| Kernel základní nastavení                            | 32bit | 32bit v Mac OS X, 64bit v Mac OS X Server                                                      | 32bit v Mac OS X, 64bit v Mac OS X Server | 64bit | 64bit |
| Chipset                                              | Intel 5000X | Intel 5400                                                                                     | Intel X58 | Intel X58 | Intel C602J |
| Systémové sběrnice                                   | Front-side bus | Front-side bus                                                                                 | QuickPath Interconnect | QuickPath Interconnect | DMI 2.0 nebo 2 × 8.0 GT/s (jen 12jádrový model) |
| Systémové sběrnice                                   | 1333 MHz | 1600 MHz                                                                                       | 4.8 GT/s(jen 4jádrové modely), nebo 6.4 GT/s | 4.8 GT/s (jen 4jádrové modely), 5.86 GT/s(jen 8jádrové modely), nebo 6.4 GT/s | DMI 2.0 nebo 2 × 8.0 GT/s (jen 12jádrový model) |
| Grafické karty Možné rozšíření až o 4 grafické karty | nVidia GeForce 7300 GT s 256 MB DDR3 SDRAM | ATI Radeon HD 2600 XT s 256 MB DDR3 SDRAM '                                                    | nVidia GeForce GT 120 s 512 MB of DDR3 SDRAM | ATI Radeon HD 5770 s 1 GB DDR5 paměti | Duální AMD FirePro D300 s 2 GB GDDR5 VRAM pro 4jádrový model nebo Duální AMD FirePro D500 s 3 GB GDDR5 VRAM pro 6jádrový model Možnost Duální AMD FirePro D700 s 6 GB GDDR5 VRAM |
| Pevné disky                                          | 250 GB Serial ATA | 320 GB Serial ATA                                                                              | 640 GB Serial ATA | 1 TB Serial ATA | 256 GB SSD Možnost i 512 GB nebo 1 TB |
| Procesory                                            | Dva 2.66 GHz, 2jádrové Intel Xeon "Woodcrest" Možné 2.0 GHz, 2.66 GHz o, nebo 3.0 GHz 2jádrové, nebo 3.0& GHz Čtyř.jádrové Intel Xeon "Clovertown" | Dva 2.8 GHz 4jádrové Intel Xeon "Harpertown" Možné dva 3.0 GHz, nebo 3.2GHz 4jádrové procesory | Jeden 2.66 GHz 4jádrový Intel Xeon "Bloomfield", nebo dva 2.26 GHz 4jádrové Intel Xeon "Gainstown" Možné 2.93 GHz, nebo 3.33 GHz Intel Xeon "Bloomfield" | Jeden 2.8 GHz 4jádrový "Bloomfield" Intel Xeon, nebo dva 2.4 4jádrový "Gulftown" Možné 3.2 GHz 4jádrové Intel Xeon "Bloomfield", nebo 3.33 GHz 6jádrový Intel Xeon "Gulftown" (W3680) , nebo dva 6jádrové 2.66(2.93)GHz "Gulftown" (W5670) | Jeden 3,7 GHz 4jádrový Intel Xeon Ivy Bridge (E5-1620 v2), nebo 3,5 6jádrový Intel Xeon (E5-1650 v2)                                                                             |
| RAM                                                  | 1GB 667 MHz DDR2 RAM Rozšiřitelná do 16 GB (podle Apple), 32 GB (ve skutečnosti)                                                                   | 2GB 800 MHz DDR2 RAM Rozšiřitelná do 32 GB                                                     | 3-6 GB 1066 MHz RAM Rozšiřitelná do 16 GB ve 4jádrových modelech, a 32 GB v 8jádrových modelech                                                          | 3,6,nebo 8 GB dle modelu Rozšiřitelná do 16 GB ve 4jádrových modelech, a 64 (96, 128) GB v 8- a 12jádrových modelech | 12GB 1866 MHz DDR3 ECC RAM Rozšiřitelná do 64 GB |
| AirPort Extreme                                      | Dle výběru 802.11a/b/g | Dle výběru 802.11a/b/g                                                                         | Dle výběru 802.11a/b/g | Vestavěná 802.11a/b/g/n | Vestavěná 802.11a/b/g/n/a/c |
| Optická mechanika                                    | 16× SuperDrive podporující vícevrstvé (DVD±R DL/DVD±RW/CD-RW)                                                                                      | 16× SuperDrive podporující vícevrstvé (DVD±R DL/DVD±RW/CD-RW)                                  | 18× SuperDrive podporující vícevrstvé (DVD±R DL/DVD±RW/CD-RW)                                                                                            | 18× SuperDrive podporující vícevrstvé (DVD±R DL/DVD±RW/CD-RW) | není |

## Software
Mac Pro je nyní standardně dodáván s předinstalovaným operačním systémem Mac OS a dříve i s balíkem programů iLife.